# 長崎県立島原翔南高等学校
長崎県立島原翔南高等学校（ながさきけんりつ しまばらしょうなんこうとうがっこう）は、長崎県南島原市西有家町須川にある県立高等学校。
長崎県立島原南高等学校と長崎県立有馬商業高等学校の統合により新設された。校名には、生徒1人ひとりの個性を伸ばし、それぞれの将来の夢に向かって翼を広げて飛び立って欲しいという願いが込められている。

## 所在地
校地は、旧・島原南高等学校のそれを引き継いでいる。

## 設置学科
- 全日制課程
  - 総合学科

## 校訓
- 「夢に向かって個性を伸ばし社会に有為の人間となる。」
  - 職業選択だけでなく、生き方を含めた夢の実現に向けて個性を伸ばし、社会に役に立つ人間となって欲しいという願いが込められている。

## 校章
- 海と山の見える島原翔南高校で学び、3年後にそれぞれの将来の夢に向かって、翼を広げて飛び立って欲しいという願いを込めて作られた。
- デザインは翼（島原翔南の翔）、山（雲仙岳、高岩山）、海（有明海の水平線）を表す。
- スクールカラーはライトブルー（英語版）で、校名・校章のイメージを、校舎が建つ希望が丘から眺める「空と海」の色で表している。

## 校歌
- 作詞: 平田徳男
- 作曲: 三上次郎
- 3番まである。

## 沿革

### 長崎県立島原南高等学校
- 1955年（昭和30年） - 長崎県立島原高等学校の西有家分校、堂崎分校、有家分校、ならびに長崎県立口加高等学校の北有馬分校が統合して長崎県立島原南高等学校が開校。旧北有馬分校は同校有馬分校として存続。
- 2007年（平成19年）3月 – 最後の卒業生（2004年4月入学生）を送り出し、閉校。

### 長崎県立有馬商業高等学校
- 1955年（昭和30年） - 長崎県立口加高等学校の北有馬分校から長崎県立島原南高等学校有馬分校となる。
- 1974年（昭和49年） - 長崎県立島原南高等学校から分離、長崎県立有馬商業高等学校として開校。
- 2007年（平成19年）3月 – 最後の卒業生（2004年4月入学生）を送り出し、閉校。

### 長崎県立島原翔南高等学校
- 2004年（平成16年）11月 – 長崎県立島原高等学校と長崎県立有馬商業高等学校を統合し、長崎県立島原翔南高等学校を開設。
- 2005年（平成17年）4月 - 長崎県立島原翔南高等学校を開校、総合学科4学級。
- 2006年（平成18年）3月 - 総合学科棟完成。
- 2007年（平成19年）3月 - ソフトテニス場3面完成、総合学科棟完成。

## 部活動

### 運動部
- 野球部
- バスケットボール部
- レスリング部
- サッカー部
- 弓道部
- バレーボール部
- テニス部

### 文化部
- 和太鼓同好会
- 吹奏楽部
- 茶道部
- パソコン同好会
- 演劇部（現在廃部）

## 証明書等の発行について
- 長崎県立島原翔南高等学校に加え、統合前の長崎県立島原南高等学校、長崎県立有馬商業高等学校卒業生の証明書等の発行業務も行われている。

## 同窓会
- 各校同窓会も統合し、島原南・有馬商・島原翔南同窓会となっている。

## アクセス
- 島鉄バス　「西有家」バス停

2008年（平成20年）3月まで島原鉄道の路線、西有家駅があったが、現在は廃止されている。
- 国道251号　島原街道沿い

## 周辺
- 南島原市立西有家図書館
- 南島原市立西有家小学校
- 南島原市立西有家中学校
- 南島原市立西有家郵便局
- 十八親和銀行西有家支店